# Laura Antonia Roge
Laura Antonia Roge (Gottinga, 11 gennaio 1998) è un'attrice tedesca.

## Biografia
Laura Roge è un'attrice dall'età di dieci anni. Era conosciuta nel 2012 dal suo ruolo da protagonista come Dakaria Tepes nel film fantasia Sorelle vampiro - Vietato mordere!
Oltre alla sua carriera di attrice Laura Antonia Roge pratica ginnastica ritmica nella TSV Bayer 04 Leverkusen ed è stata campionessa tedesca 2011 (Palla) e vice campionessa (lobo) della sua fascia di età.

## Filmografia

### Cinema
- 2010: Commissario Stolberg- Between the Worlds (film TV)
- 2012: Sorelle vampiro - Vietato mordere!
- 2014: Sorelle vampiro 2 - Pipistrelli nello stomaco
- 2016: Sorelle vampiro 3 - Ritorno in Transilvania
- 2022: Mach's Licht aus!

### Cortometraggi
- 2015: The rat